# Maîtresses couturières
Maîtresses couturières var ett skrå för sömmerskor i Paris, aktivt mellan 1675 och 1791.  
Skrået stiftades år 1675 och fick sina officiella privilegier i mars 1675. Det var ett av endast tre skrån öppna för kvinnor i Paris före år 1776 – de två andra var Maîtresses marchandes lingères och Maîtresses bouquetières. Det avskaffades liksom övriga skrån under franska revolutionen 1791. 
Skråets sömmerskor hade tillstånd att tillverka kläder för kvinnor och barn, med undantag av hovklänningar, det stod därmed i rivalförhållande till skräddarskrået, som hade tillstånd att tillverka alla former av kläder för alla. Även om sömmerskeyrket var vanligt för kvinnor, var det ovanligt att sömmerskorna hade ett skrå, och Paris var därför något av ett undantag. På andra platser i Europa fick sömmerskor officiellt sett endast reparera eller göra om gamla kläder. 